# Diadegma flavotibiale
Diadegma flavotibiale là một loài tò vò trong họ Ichneumonidae.